# غلوب إكسبلورر
غلوب إكسبلورر (بالإنجليزية: GlobeXplorer)‏ هو موقع وب وشركة تجارية متخصصة في الخرائط وصور الأقمار الصناعية، تم تأسيسها عام 1999. يوفر الموقع صور أقمار صناعية عالية الجودة لمناطق متعددة على الأرض. الصور العالية الجودة متوفرة للمشتركين فيه فقط. تتراوح مقاييس تلك الصور من 8 متر/بكسل إلى 12.5 سم/بكسل، والعلاقة بين المقياس ووضوح الصورة عكسية فكلما قل المقياس زاد وضوح الصورة ة العكس بالعكس. تختلف جودة الصورة ونوعيتها من منطقة لأخرى لكن المشهور في الموقع انه لديه صور لأغلب المدن الرئيسية على الأرض.
يمكن لغير المشتركين فيه تصفح الصور للولايات المتحدة على أية مستوى وأية دقة للصورة من خلال البرنامج التفاعلي Image Atlas الذي يعرضه الموقع، لكن هذه الخاصية تكون مصحوبة بظهور علامة الختم المائي على الصورة لذا تظهر كلمة GlobeXplorer عليها بالتتابع مما يفقدها الكثير من محتواها، بالإضافة إلى ذلك فإن أكبر حجم للصورة المعروضة هو 450*360 بكسل. أما بالنسبة لمناطق العالم الأخرى فإن صورها قليلة الجودة أو التي تزيد دقتها عن 8 متر. أما المشتركين فيحظون على مزايا منها إمكانية شراء شراء الصور على أقراص ليزرية أو تنزيل صور بدقة وحجم كبيرين من الموقع بدون العلامات المائية عليها.
للموقع شركاء متخصصون في خدمات الخرائط، صور الأقمار الصناعية، والصور الجوية والتكنولوجيا المتعلقة بها. منهم DigitalGlobe وهذه الشركة تقدم صور أقمار صناعية عالية الجودة بمقاييس 0.6 متر و 0.6096 متر.
في يناير 2007، بيعت الشركة لشركة DigitalGlobe (وهي إحدى شركات Maxar Technologies).

## وصلات خارجية
- الموقع الرسمي لشركة GlobeXplorer (إنجليزي)
- صفحات وملفات PDF تبين بعض الشركاء والمناطق المغطاة بصور الأقمار الصناعية (إنجليزي)